# Madecorphnus falculoides
Madecorphnus falculoides är en skalbaggsart som beskrevs av Renaud Maurice Adrien Paulian 1976. Madecorphnus falculoides ingår i släktet Madecorphnus och familjen Orphnidae. Inga underarter finns listade i Catalogue of Life.